# Songs the Night Sings
The Dark Element – drugi album studyjny szwedzko-fińskiego zespołu muzycznego The Dark Element.

Został wydany 8 listopada 2019 nakładem wytwórni Frontiers Records.

## Lista utworów
Opracowano na podstawie materiału źródłowego.
| 1.  | „Not Your Monster”           | 6:24  |
|     |                              |       |
| 2.  | „Songs The Night Sings”      | 5:09  |
|     |                              |       |
| 3.  | „When It All Comes Down"     | 5:58  |
|     |                              |       |
| 4.  | „Silence Between The Words”  | 4:34  |
|     |                              |       |
| 5.  | „Pills On My Pillow”         | 4:30  |
|     |                              |       |
| 6.  | „To Whatever End"            | 5:15  |
|     |                              |       |
| 7.  | „The Pallbearer Walks Alone” | 5:39  |
|     |                              |       |
| 8.  | „Get Out Of My Head”         | 4:43  |
|     |                              |       |
| 9.  | „If I Had A Heart”           | 4:46  |
|     |                              |       |
| 10. | „You Will Learn”             | 5:55  |
|     |                              |       |
| 11. | „I Have To Go”               | 3:02  |
|     |                              |       |
|     |                              | 55:55 |
|     |                              |       |
| Utwór dodatkowy – edycja japońska | Utwór dodatkowy – edycja japońska                    | Utwór dodatkowy – edycja japońska |
| Nr                                | Tytuł utworu                                         | Długość                           |
| --------------------------------- | ---------------------------------------------------- | --------------------------------- |
| 1.                                | „You Will Learn (Reprise)” (Almost Acoustic Version) | 3:58                              |

## Twórcy
Opracowano na podstawie materiału źródłowego.
- Anette Olzon – wokal prowadzący i wspierający, słowa (w utworze 5)
- Jani Liimatainen – gitara, instrumenty klawiszowe, wokal wspierający, produkcja, programowanie, muzyka (w utworach: 1-11), słowa (w utworach: 1-11)
- Jonas Kuhlberg – gitara basowa
- Rolf Pilve – perkusja
- Jarkko Lahti – fortepian w utworach „To Whatever End" i „I Have To Go”
- Anssi Stenberg, Okko Solanterä, Petri Aho – wokal wspierający
- Jacob Hansen – miksowanie
- Serafino Perugino – produkcja wykonawcza

## Notowania na listach przebojów
| Lista (2019)                        | Pozycja |
| ----------------------------------- | ------- |
| Finlandia (Suomen virallinen lista) | 31      |
| Szwajcaria (Alben Top 100)          | 79      |